# إسحاق فان هورن
إسحاق فـان هورن (بالإنجليزية: Isaac Van Horne)‏ هو سياسي أمريكي، ولد في 13 يناير 1754، وتوفي في 2 فبراير 1834. انتخب عضو مجلس نواب بنسيلفانيا وانتخب عضو مجلس النواب الأمريكي.